# Hoplammophila aemulans
Hoplammophila aemulans là một loài côn trùng cánh màng trong họ Sphecidae, thuộc chi Hoplammophila. Loài này được Kohl miêu tả khoa học đầu tiên năm 1901.